# Indiana
Indiana je savezna država u SAD-u. 93994 km2. Glavni grad Indianapolis.

## Okruzi (Counties)
Indiana se sastoji od 92 okruga (counties)

## Etničke zajednice
Indijanci: Od domorodačkih populacija Indiana je domovina Miami Indijanaca, od drugih plemena koja su zalazila na njezino područje su: Chippewa, Delaware, Erie, Illinois, Iroquois, Kickapoo, Mosopelea, Attiwandaronk, Ottawa, Potawatomi, Shawnee i Wyandot. 

## Najveći gradovi
| Grad         | Okrug        | Stanovnici 1. travanj 2000 | Stanovnici 1. srpanj 2004 |
| ------------ | ------------ | -------------------------- | ------------------------- |
| Indianapolis | Marion       | 781.870                    | 784.242                   |
| Fort Wayne   | Allen        | 205.727                    | 219.351                   |
| Evansville   | Vanderburgh  | 121.582                    | 117.156                   |
| South Bend   | Saint Joseph | 107.789                    | 105.494                   |
| Gary         | Lake         | 102.746                    | 99.516                    |
| Hammond      | Lake         | 83.048                     | 79.985                    |
| Bloomington  | Monroe       | 69.291                     | 68.779                    |
| Muncie       | Delaware     | 67.430                     | 67.166                    |
| Anderson     | Madison      | 59.734                     | 57.942                    |
| Terre Haute  | Vigo         | 59.614                     | 57.224                    |
| Lafayette    | Tippecanoe   | 56.397                     | 59.753                    |
| Elkhart      | Elkhart      | 51.874                     | 51.878                    |
| Mishawaka    | Saint Joseph | 46.557                     | 48.385                    |
| Kokomo       | Howard       | 46.113                     | 46.070                    |
| Richmond     | Wayne        | 39.124                     | 37.943                    |
| Columbus     | Bartholomew  | 39.059                     | 39.251                    |
| Lawrence     | Marion       | 38.915                     | 40.878                    |
| Fishers      | Hamilton     | 37.835                     | 54.330                    |
| Carmel       | Hamilton     | 37.733                     | 58.198                    |
| New Albany   | Floyd        | 37.603                     | 36.877                    |
| Greenwood    | Greenwood    | 36.037                     | 40.813                    |